# Ev'rybody Today Is Turning On
Ev'rybody Today Is Turning On és una cançó provinent de l'espectacle musical I Love My Wife, estrenat a Broadway el 1977. El mateix any es va traduir al castellà amb el nom En el rollo está la solución.
La cançó prové del musical I Love My Wife, que seria adaptat a diversos idiomes i estrenat a diferents parts del món, com Madrid, on amb el títol Yo quiero a mi mujer, seria una obra molt popular. Hispavox publicaria un disc amb les cançons del musical.
La cançó no era especialment important, i podria haver sigut oblidada si no fóra per diversos factors. Un, va ser l'emissió de la cançó al programa de RTVE Aquí, Radio Sardina. Un altre, que Alfredo Landa abandonara l'equip original del musical, i fóra substituit pel líder de Micky y Los Tonys, Miguel Ángel Carreño. El nou intérpret trauria un disc amb la cançó, que fou un èxit, i de fet va ser la versió de Micky la que es va emetre a televisió.
Ja al segle xxi, la cançó es faria viral i seria compartida per xarxes socials per com d'inapropiada era la lletra, on s'animava al consum de drogues.